# Обезлесение в Камбодже
Согласно отчёту 2005 года продовольственной и сельскохозяйственном организации ООН Камбоджа имеет один из самых высоких показателей обезлесения в мире, уступая в этом только Нигерии и Вьетнаму.
Количество тропического первичного леса в Камбодже сократилось с 70% в 1970 году во время Вьетнамской войны до 3,1% в 2007 году. Вырубка лесов увеличивается с катастрофической скоростью, с общей их потерей порядка 75% в конце 1990-х годов. Суммарно Камбоджа потеряла 25000 квадратных километров леса в период между 1990 и 2005 годами, 3340 километров из которых был первичный лес. По состоянию на 2007 год, в стране имеется 3220 квадратных километров первичного леса, в результате чего устойчивость будущих заповедников Камбоджи находится под угрозой.